# ممر موراغ

خطة قطاع غزة

ممر موراغ هو ممر أمني إسرائيلي في جنوب قطاع غزة أعلن عنه رئيس وزراء إسرائيل بنيامين نتنياهو في 2 أبريل 2025 أثناء هجوم متجدد على رفح، وتم إنشاؤه بالكامل في 12 أبريل 2025. إن المنطقة الأمنية، التي سميت على اسم مستوطنة يهودية سابقة كانت موجودة بين رفح وخان يونس، من شأنها أن تخلق محوراً ثالثاً تسيطر عليه إسرائيل ويقسم أجزاء من غزة. وصف نتنياهو هذا الإجراء بأنه يهدف إلى زيادة "الضغط على حماس" لإطلاق سراح الأسرى المتبقين "والتنازل عن السيطرة على الأراضي".

## تاريخ

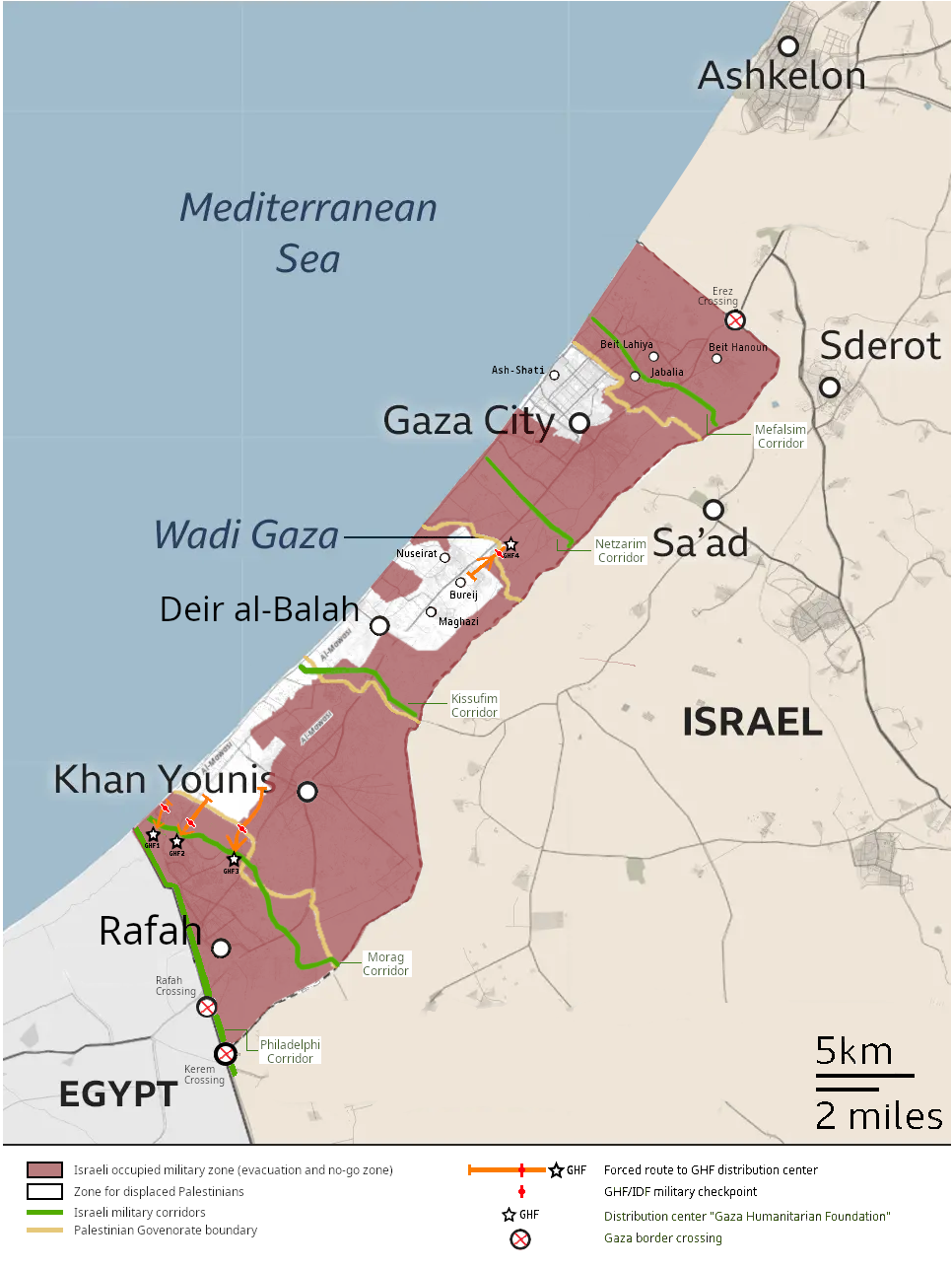
ممر موراغ

تم الإعلان عن إنشاء ممر موراغ لأول مرة من قبل رئيس الوزراء الإسرائيلي بنيامين نتنياهو في 2 أبريل 2025، في أعقاب استئناف الهجمات الإسرائيلية على قطاع غزة بعد انهيار وقف إطلاق النار الذي تم تنفيذه في يناير 2025 . تم تسمية الممر على اسم موراج ، وهي مستوطنة إسرائيلية في غوش قطيف قبل إخلائها في عام 2005.  وأوضح أن جيش الاحتلال الإسرائيلي "يغير مساره" في غزة، حيث يعتبر ممر موراغ جزءا من خططه للسيطرة على المزيد من الأراضي وإنشاء ممرات أمنية جديدة. ومن شأن هذه الممرات أن تؤدي فعليًا إلى تقسيم غزة إلى أقسام منفصلة مع تقييد السفر بينها.
عند اكتماله، سيربط الممر بين منطقتين أمنيتين تسيطر عليهما إسرائيل في غزة، ممر فيلادلفيا على طول الحدود الجنوبية لغزة مع مصر تحت السيطرة الإسرائيلية منذ مايو/أيار 2024، وممر نتساريم الذي يفصل شمال غزة ومدينة غزة عن بقية الأراضي. ووصف نتنياهو ممر موراغ بأنه "فيلادلفي الثاني، وممر فيلادلفي إضافي".
من المتوقع أن يفصل الممر الثالث فعليا مدينة رفح، أقصى مدن جنوب قطاع غزة، عن الأجزاء الوسطى من قطاع غزة. بحسب تصريح نتنياهو فإن هذا التقسيم الاستراتيجي يهدف إلى "تقطيع القطاع" وتكثيف الضغوط على حماس حتى تطلق سراح جميع الأسرى الإسرائيليين المتبقين، وتنزع سلاحها، وتغادر غزة. وفي إعلانه، ربط بشكل مباشر إنشاء الممر بمفاوضات الأسرى، مشيرا إلى أن الهدف من ذلك هو زيادة الضغط على حماس.
أشار وزير الاحتلال الإسرائيلي يسرائيل كاتس إلى أن إسرائيل تنوي الاستيلاء على "مناطق واسعة" لدمجها في هذه المناطق الأمنية. وطالب بشكل منفصل سكان غزة "بطرد حماس وإعادة جميع الرهائن"، واصفًا هذا بأنه "السبيل الوحيد لإنهاء الحرب".

صراع غزة وإسرائيل في أكتوبر 2023

في 12 أبريل/نيسان، أعلنت قوات الاحتلال الإسرائيلي السيطرة الكاملة على الممر من قبل لواء المشاة جولاني واللواء المدرع 188 من الفرقة 36، وأمرت بإخلاء عدة أحياء في رفح بالكامل إلى المواصي. بدأت فرق الهندسة في إنشاء طريق يمتد عبر الممر. صرح وزير الدفاع يسرائيل كاتس بأن إنشاء الممر أدى إلى تحول رفح إلى "منطقة أمنية إسرائيلية"، وإنشاء منطقة عازلة جنوبية تمتد من ممر فيلادلفيا إلى خان يونس وتغطي ما يقرب من 20٪ من قطاع غزة.

## الاستجابات
قال منسق أعمال الحكومة الإسرائيلية السابق في المناطق إيتان دانجوت، إن الاستيلاء على ممر موراغ قد يمثل بداية لتقسيم غزة إلى ثلاثة أقسام للسيطرة الإسرائيلية. ووصف هذا النهج بأنه يتيح "سيطرة مغلقة" من قبل قوات جيش الدفاع الإسرائيلي، ويمنع التنقل بين المناطق ويسمح لإسرائيل بالحفاظ على "السيطرة الكاملة على حركة المرور التي سيسمح لها بالدخول والعبور"، بما في ذلك المساعدات الإنسانية . كما وصف الممر بأنه "قرار سياسي" محتمل يهدف إلى إظهار أعضاء الحكومة اليمينيين المتطرفين أن إسرائيل ستعيد تأسيس وجودها في المستوطنات التي تم تفكيكها.
قد افترض رئيس الإدارة المدنية السابق في مكتب تنسيق أعمال الحكومة الإسرائيلية في المناطق، العقيد جريشا ياكوبوفيتش، أن جيش الدفاع الإسرائيلي قد ينوي توسيع منطقة عازلة في جنوب غزة أثناء إخلاء سكان رفح، بهدف معلن يتمثل في حماية المجتمعات الإسرائيلية القريبة.
أعربت السلطة الفلسطينية ، المنافس السياسي لحماس والتي تحكم الضفة الغربية ، عن "رفضها الكامل" للممر، كما دعت حماس إلى التخلي عن السلطة في غزة. أكدت حماس أنها لن تطلق سراح الرهائن المتبقين إلا في مقابل اتفاق شامل يتضمن إطلاق سراح السجناء الفلسطينيين، ووقف إطلاق النار الدائم، والانسحاب الإسرائيلي الكامل من غزة. رفضت حماس المطالب بنزع سلاحها أو مغادرة القطاع.